# Idenors kyrka
Idenors kyrka är en kyrkobyggnad i Idenor. Den är församlingskyrka i Hudiksvallsbygdens församling i Uppsala stift.

## Kyrkobyggnaden
Ursprungliga kyrkan var från slutet av 1100-talet eller början av 1200-talet. 1306 invigdes nuvarande kyrka. Under 1400-talet förlängdes kyrkan åt öster och fick sitt nuvarande rakt avslutade kor. Under samma århundrade försågs innertaket med två stjärnvalv. Kyrkorummets väggar och tak försågs därefter med målningar. 1730 överkalkades målningarna. Nuvarande sakristia vid norra sidan tillkom 1764 och ersatte en äldre liten sakristia. Vapenhuset vid västra sidan tillkom 1884.
På en kulle nordost om kyrkan finns en klockstapel som uppfördes 1747. I stapeln hänger två klockor. Storklockan göts 1585 och göts om 1691. Lillklockan göts 1655 och göts om 1827.

## Inventarier
- Första predikstolen tillkom 1657 och ersattes av en ny 1732 som såldes till Kråkö kapell 1755. En annan predikstol köptes från Hudiksvalls kyrka. Nuvarande predikstol tillkom 1884.

### Orgel
- 1830 köptes ett positiv in med 5 1⁄2 stämmor. Orgeln byggdes om 1845 av Lars Niclas Nordqvist, Alfta med två nya stämmor. 1884 byggde Daniel Björkstrand, Alfta till en principalstämma.
- Den nuvarande orgeln byggdes 1913 av Erik Henrik Erikson, Gävle. Orgeln är pneumatisk med kägellådor. Tonomfånget är på 54/27 och orgeln har en registersvällare. Orgeln renoverades 1969 av Ernst Maul, Kvissleby.

| Huvudverk I       | Svällverk II       | Pedal      | Koppel |
| Borduna 16´       | Salicional 8´      | Subbas 16´ | I/P    |
| Principal 8´      | Violin 8´          |            | II/P   |
| Flöjt Harmonik 8' | Rörflöjt 8'        |            | II/I   |
| Oktava 4'         | Flöjt Oktaviant 4' |            | I 4'   |
| Trumpet 8'        | Crescendosvällare  |            | II 16' |